# 野田安紀
野田 安紀（のだ やすのり）はKBC映像代表取締役社長。

## 略歴
1961年西南学院大学商学部卒業。61期生。学生時代はバドミントン部に所属した。地元福岡を中心にTV番組企画制作やCM企画制作、イベント企画実施などの第一線で活躍している。2006年5月に母校で同友会と商学部共催の「トップ・エグゼクティブ講演会」において講演を行った。
| スタブアイコン | サブスタブ | この項目は、まだ閲覧者の調べものの参照としては役立たない、人物に関連した書きかけの項目です。この項目を加筆・訂正などしてくださる協力者を求めています（P:人物伝/PJ:人物伝）。 |